# جاك ويلسون
جاك ويلسون (بالإنجليزية: Jack Wilson)‏ (و. 1977  م) هو لاعب كرة قاعدة، من الولايات المتحدة، ولد في ويستلاك فيلاج، لوس أنجليس، كاليفورنيا، يلعب كشورتستوب ‏.

## روابط خارجية
- جاك ويلسون على موقع دوري كرة القاعدة الرئيسي (الإنجليزية)
- جاك ويلسون على موقعبيزبول رفرنس.كوم (الدوري الرئيسي) (الإنجليزية)
- جاك ويلسون على موقعبيزبول رفرنس.كوم (الدوري الثانوي) (الإنجليزية)
- جاك ويلسون على موقع إي إس بي إن.كوم (أم.أل.بي) (الإنجليزية)
- جاك ويلسون على موقع مشجعي الرسوم البيانية (الإنجليزية)